# 博德罗高洛姆
博德罗高洛姆，是匈牙利包尔绍德-奥包乌伊-曾普伦州所辖的一个村。总面积26.87平方公里，总人口1326，人口密度49.3人/平方公里（2011年1月1日）。